# Vysoké plošiny
Vysoké plošiny (anglicky High Plateaus of Utah) je oblast v severozápadní části Koloradské plošiny. Leží na jihozápadě Utahu, ve Spojených státech amerických. Vysoké plošiny tvoří řada plošin oddělených zlomy s příkrými stěnami. Krajinu tak tvoří skalní útesy s téměř kolmými stěnami a hluboká údolí. Nadmořská výška oblasti dosahuje 2 700 až 3 300 metrů.

## Geologie
Plošiny a útesy jsou tvořeny sedimentárními horninami. Nejspodnější vrstvy jsou z triasu, svrchní části jsou z eocénu. Mezi tím zůstaly zachovány jednotlivé vrstvy dle jednotlivých geologických období. Výrazná je barevnost hornin. Zastoupeny jsou různé odstíny červené, růžová, hnědá až černá. Jednotlivé skupiny útesů pak dostaly jména především podle barev hornin. Zabarvení hornin způsobuje různá koncentrace a složení oxidů železa.

## Národní parky
V oblasti leží národní parky Bryce Canyon a Zion.